# Сотникова, Анисья Марковна
Анисья Марковна Сотникова (1911, Золотуха, Томская губерния — неизвестно) — советская колхозница. Герой Социалистического Труда (1950).

## Биография
Анисья Сотникова родилась в 1911 году в селе Золотуха Змеиногорского уезда Томской губернии (сейчас Локтевского района Алтайского края) в семье крестьянина-бедняка.
С раннего возраста работала в сельском хозяйстве.
С 1943 года трудилась в совхозе «Нижне-Чуйский» Кагановичского района Фрунзенской области Киргизской ССР рабочей, звеньевой полеводов. Звено, которым руководила Сотникова, занималось выращиванием на поливных землях Ат-Башинского канала Чуйской долины кенафа — культуры, из которой изготавливали ткани и техническое масло.
В 1949 году звено Сотниковой собрало с площади 32 гектара зеленцовый стебель кенафа с урожайностью 101 центнер с гектара.
10 июля 1950 года Указом Президиума Верховного Совета СССР за получение высоких урожаев зеленцового стебля кенафа на поливных землях в 1950 году получила звание Героя Социалистического Труда с вручением ордена Ленина и золотой медали «Серп и Молот».
В дальнейшем звено Сотниковой продолжало демонстрировать высокие результаты. В 1955 году оно довело урожайность кенафа до 150 центнеров с гектара.
Жила в селе Нижнечуйское (сейчас Томонку-Чуй Сокулукского района Чуйской области Кыргызстана).
С 1968 года была персональным пенсионером союзного значения. После выхода на пенсию перебралась в город Фрунзе (сейчас Бишкек в Кыргызстане).
Дата смерти неизвестна.
Награждена медалями.